# فلکس‌گماین‌شافت
فلکس‌گماین‌شافت (به آلمانی: Volksgemeinschaft) اصطلاحی در زبان آلمانی به معنای «اجتماع ملت» است. این اصطلاح در زمان جنگ جهانی نخست و هنگامی که آلمان‌ها برای پشتیبانی از جنگ در کشورشان تبلیغ می‌کردند بر سر زبان‌ها افتاد، و از آن برای گسترش اندیشهٔ نابودی نخبه‌پروری و یکپارچه‌سازی طبقه‌های ازهم‌گسیختهٔ اجتماعی به منظور نیل به هدف ملی ای مشترک بهره گرفته می‌شد.

## در آلمان نازی
در پی انقلاب ۱۹۱۸–۱۹۱۹ که به پایان امپراتوری آلمان و آغاز جمهوری وایمار انجامید، دشمنی سختی میان بسیاری از آلمانی‌ها و جمهوری وایمار و سوسیال دموکرات‌هایی که از آن پشتیبانی می‌کردند پدید آمد. در همین هنگام ترس و واهمه دهه‌های ۱۹۳۰ در میانهٔ بحران اقتصادی آلمان و دیگر کشورها در آن دوران باعث بیکاری بسیاری از آلمانی‌ها شد. این وضعیت خود باعث برآمدن و محبوبیت حزب نازی در میان کارگرانی شد که خواهان حکومتی بودند که بتواند مشکلات اقتصادی را حل کند. در هنگام قدرت‌گیری، هیتلر قول داد که اعتماد ملی به Volk و یکپارچگی را بازگرداند و سیاست‌مداران رقیب خود را به گسیختن اتحاد آلمان متهم کرد.

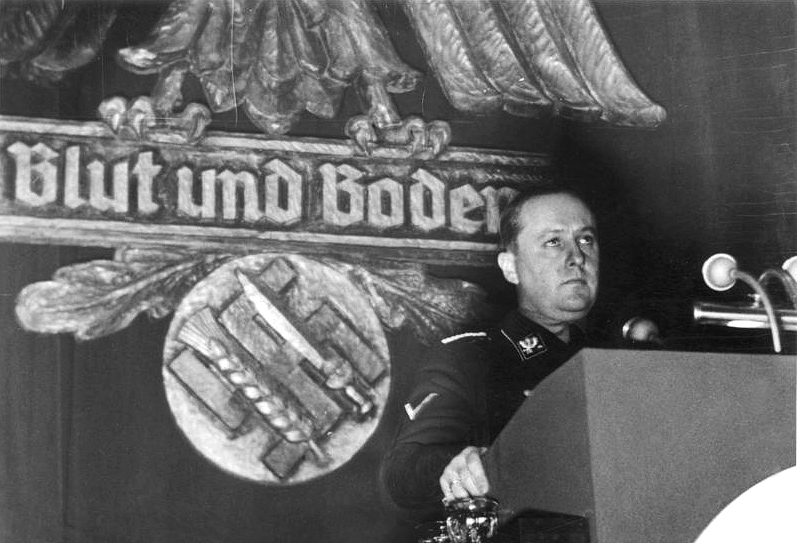
والتر داره در حال سخنرانی برای اجتماعی کشاورزی در گسلار در ۱۳ دسامبر ۱۹۳۷. در پشت او رایش‌سادلر و سواستیکایی منقش به نشان شمشیر و گندم با عنوان خون و خاک دیده می‌شود.

پس از رسیدن به قدرت در ۱۹۳۳، نازی‌ها بنا بر دست یافتن به پشتیبانی عناصر مختلف جامعه کردند. در نظر ایشان، فلکس‌گماین‌شافت از دیدگاع نژادی یکپارچه و دارای طبقه‌بندی اجتماعی بود. آن‌ها از ایدهٔ Volk بهره گرفتند که اتحادی معنوی بر پایه نژادی خالص در میان آلمانی‌های درون و حتی بیرون از کشور قائل می‌شد. بر طبق دکترین خون و خاک، این اتحاد مرتبط با زمین و خاک کشور بود. دلیلی بر این دکترین باور بر این بود که زمین‌دار و دهقان در توازن و همسازی طبیعی قرار دارند. آلمانی‌های آریایی که راطبه جنسی با غیرآلمانی‌ها داشته‌اند از این اجتماع ملت محروم می‌شدند.
نازی‌ها با این تبلیغات توانستند میان ملی‌گرایان و محافظه‌کاران هواداری پیدا کنند و خود را متحد رئیس‌جمهور پاول فون هیندنبورگ نشان دهند که خود قهرمان جنگ جهانی یکم به‌شمار می‌رفت. نازی‌ها با تعطیل اعلام کردن روز جهانی کارگر همچنین خواستند میان هواداران جنبش کارگری پشتیبانی به دست بیاورند. آن‌ها تأکید می‌کردند که آلمان می‌بایست کارگران خود را ارج نهد، و هیتلر چندین بار به ستایش از محسنات کار پرداخت و در فولکیشر بئوباختر نوشت که «من تنها یک شرافت می‌شناسم و آن کار است.» به باور رژیم نازی، تنها راه جلوگیری از تکرار فاجعه ۱۹۱۸ تأمین پشتیبانی کارگران از حکومت آلمان بود.
نازی‌ها سیاست‌های رفاهی که در دولت‌های جمهوری وایمار آغاز شده بودند را ادامه دادند و به تشویق داوطلبان برای کمک به نیازمندانی آلمانی که «از دیدگاه نژادی استحقاق داشتند» از راه سازمان رفاه ملی ناسیونال سوسیالیستی پرداختند. این سازمان فعالیت‌های خیرخواهانه انجام می‌داد و بزرگترین سازمان خیرخواهانه آلمان نازی شد. تلاش‌های موفقی نیز برای کشاندن زنان طبقه متوسط به کار اجتماعی و کمک به خانواده‌های پرجمعیت صورت گرفت.